# 이지문
이지문(李智文, 1968년 5월 27일 ~ )은 대한민국의 군인, 내부고발자, 시민운동가, 정치학자다. 1992년 한국군 9사단 백마부대 소대장으로 재직 중, 제14대 국회의원선거 당시 군부재자투표 과정에서 상관의 특정정당 투표 강요 및 공개투표를 제보하였다. 1992년 파면됐다가 3년간의 소송 끝에 파면 취소되고 중위로 전역했다. 1995년 제4대 서울특별시의원에 영등포에서 출마하여 당선, 최연소 서울시의원을 역임했다. 이후 공익제보 등 반부패단체활동을 하고 있으며 반부패 유공 국민포장 등을 수상하였다. 

## 생애
1968년 경남 양산시에서 태어났다. 남강고등학교, 1991년 고려대학교 정경대학 정치외교학과 졸업했다. 1991년 3월 고려대 ROTC(학군사관) 29기로 육군 장교로 임관했다. 중위로 9사단 백마부대에서 소대장에 복무하던 중 1992년 3월에 실시된 대한민국 제14대 국회의원 선거에서 군대 내에서 부재자투표에 민주자유당(당시 여당) 후보를 찍으라고 상관이 병사들에게 요구하고 공개투표행위가 있었다는 부정선거를 공선협(공명선거실천시민운동협의회)에서 기자회견을 통해 고발했다.(1992년 3월 22일)
기자회견 직후 근무지 이탈 혐의로 연행되어 구속되었다가 이등병으로 파면됐으나 3년 간의 법정 다툼 끝에 파면은 취소됐고 이지문은 중위로 전역할 수 있었다.  하지만 삼성그룹에 채용된 뒤 군 복무 기간동안 휴직하고 전역 후 실제 일하기로 하였는데 삼성그룹은 처음에 "장교 신분이 아니기에 복직이 안 된다"며 복직을 거절하였으며, 복귀 시한이 지났다며 파면 취소후에도 복직을 거부당했고 민주화운동심의위원회의 복직 권고 이후에는 적합한 직무가 없다며 복직을 거절당해 삼성그룹에 복직(채용)하지 못하게 되었다.
이지문의 폭로를 계기로 군대 내에서 실시한 부재자투표는 영외투표(현행 공직선거법 147조 2항)로 개선되어 같은 해 대한민국 제14대 대통령 선거부터 시행되어 부정선거 시비를 차단하는 데 일조하였다. 이 사건은 영화 변호인에서 양심선언하는 윤중위와 웹툰 송곳에서 생도시절 부당한 여당 지지 정신교육에 반대하는 주인공 장면의 모델이 되었다.
이후 이지문은 잠시 정치권에 진출해 민주당 소속으로 영등포구 제4선거구에 서울특별시의원에 출마, 당선되어 1995년부터 3년 간 서울특별시의원(지역구 영등포구 제4선거구)을 지냈다. 당시 전국 최연소 광역의원이었다. 서울시의원 재직 중, 1995년 서울시의회 보건사회위원회 위원, 95년~96년 시의회 여성특별위원회 위원, 95년~97년 교통위원회 위원, 1997년 1월부터 98년에는 교통위원회 간사, 1997년 조례정비특별위원회 위원, 97년 12월부터 98년 6월에는 장애인복지특별대책위 위원을 맡아보았다.
시의원이 끝난 이후에는 공익제보자와 함께하는모임, 호루라기재단, 흥사단 투명사회운동본부, 언론인권센터 등에서 반부패시민사회운동가로 활동하였으며, 그밖에 대한민국 ROTC예비역중앙회 상임이사, 참여연대 맑은사회만들기운동본부실행위원, 경실련 청년회부회장, 한국청년의 전화 운영위원을 역임했다. 2011년 연세대학교에서 추첨민주주의를 주제로 박사학위를 취득하였다. 선거 대신 추첨을 통해 국회의원, 지방의원을 선출하자는 추첨민주주의 국내 유일 연구자로 추첨민주주의 이론과 실제, 추첨민주주의 강의, 추첨시민의회 등 저서가 있다. 2025년 기준으로는 사단법인 한국청렴운동본부 이사장, 내부제보실천운동 상임고문, 연세대학교 연구교수, 경기도공익제보위원회 위원장이다. 반부패유공으로 국민포장과 대통령표창을, 참여연대 특별상,경실련이 기억하는 시민상 등을 수상하였다. 민주화운동관련자 명예회복 및 보상심의위원회로부터 민주화운동관련자로 인정받았다.
내부고발 이후 일련의 반부패운동을 통해 연합뉴스와 경향신문 등에서는 '반부패의 상징'으로 소개하였다.
이후 국민권익위원회 청렴교육 전문강사, (사)한국청렴운동본부 본부장 등으로 활동했다. 국민권익위원회 선정 '우리 사회를 바꾼 10대 공익제보'로 2019년 포함되었다.
2019년 중앙, 조선, 한겨레 등과의 단독 인터뷰에서 신재민 전 기획재정부 사무관 폭로 사건에 대한 자신의 의피력했다. 
조선일보 발간 월간조선에서는 해방 80주년을 맞아 해방 이후 출생자중 대한민국 역사에 족적을 님긴 사람들 80인을 선정했는데 여기에 포함되었다.
2024년 김건희 명품백 수수 의혹에 대한 국민권익위원회 조사결과 발표 후 담당 국장이 숨지는 사건이 일어나자, 해당 국장이 종결 처리로 힘들어 했다는 사실을 알려 국민권익위원회의 독립성과 중립성에 대한 문제를 공론화하였다.

## 같이 보기
- 내부고발
- 군 부재자투표 부정 폭로 사건

## 역대 선거 결과
| 실시년도 | 선거      | 대수 | 직책   | 선거구             | 정당   | 득표수   | 득표율          | 순위 | 당락 | 비고           |
| -------- | --------- | ---- | ------ | ------------------ | ------ | -------- | --------------- | ---- | ---- | -------------- |
| 1995년   | 지방 선거 | 4대  | 시의원 | 영등포구 제4선거구 | 민주당 | 20,087표 | \| \| 57.52% \| | 1위  |      | 초선, 민선 1기 |
|          | 57.52%    |      |        |                    |        |          |                 |      |      |                |